# Rúrik Gíslason
Rúrik Gíslason (Reykjavik, 25 februari 1988) is een IJslands voormalig voetballer die bij voorkeur als middenvelder speelde.

## Clubcarrière
RSC Anderlecht haalde Rúrik Gíslason in 2004 als jeugdspeler naar België, maar in januari 2005 keerde hij terug naar zijn oude club HK Kópavogur. Bij deze club maakte hij zijn profdebuut. In 2005 trok hij een tweede keer naar het buitenland, ditmaal naar Charlton Athletic. Bij de Londense club slaagde Gíslason er echter niet in om door te stromen naar het eerste elftal, waarop hij in 2007 naar Denemarken trok. Via Viborg FF en Odense BK raakte de middenvelder in 2012 bij topclub FC Kopenhagen, waarmee hij in 2013 landskampioen werd en in 2015 de Beker van Denemarken won.
In 2015 ruilde Gíslason het Deense voetbal in voor de 2. Bundesliga. Na tweeënhalf seizoen bij 1. FC Nürnberg trok hij in januari 2018 naar SV Sandhausen. Ook daar speelde hij tweeënhalf seizoen, want zijn in medio 2020 aflopende contract werd niet verlengd. Gíslason, die hierop fel uithaalde naar zijn oud-trainer Uwe Koschinat, bleef nog enkele maanden zonder club, om vervolgens in november 2020 een punt te zetten achter zijn profcarrière. Gíslason, die tijdens zijn WK-deelname uitgroeide tot een sekssymbool op de sociale media, richtte zich nadien op een carrière in de film- en muziekwereld. Zo won hij in 2021 de Duitse versie van het televisieprogramma Let's Dance.

## Interlandcarrière
Gíslason maakte op 22 maart 2009 zijn debuut voor IJsland in een vriendschappelijke interland tegen Faeröer. Gíslason is sindsdien een vaste waarde bij de nationale ploeg van zijn land. Voor het EK 2016 werd hij niet geselecteerd, maar twee jaar later behoorde hij wel tot de WK-kern. In Rusland kwam hij in twee wedstrijden in actie: op de eerste speeldag mocht hij tegen Argentinië in de 63e minuut invallen voor Jóhann Berg Guðmundsson, op de tweede speeldag speelde hij een volledige wedstrijd tegen Nigeria.

## Erelijst
FC Kopenhagen
- Deens landskampioen

2013
- Beker van Denemarken

2015